# Luthor
Luthor – amerykańska mini-seria komiksowa wydana pierwotnie jako Lex Luthor: Man of Steel. Jej autorami są Brian Azzarello (scenariusz) i Lee Bermejo (rysunki). Została opublikowana przez DC Comics w pięciu częściach od marca do września 2005 roku. Po polsku ukazała się w wydaniu zbiorczym pod tytułem Luthor w 2015 roku nakładem Egmont Polska i jako Lex Luthor: Człowiek ze stali w 2017 roku nakładem Eaglemoss.

## Fabuła
Komiks opowiada o przyczynach obsesji Lexa Luthora na punkcie jego głównego przeciwnika – Supermana. Narratorem jest sam Luthor, który postrzega superbohatera jako samozwańczego "boga". Tymczasem Luthor pragnie wynieść ludzkość na wyższy poziom rozwoju i uniezależnić się od Supermana. Planuje stworzyć przeciwwagę dla jego potężnej mocy, gdyż, jak sam twierdzi, jedna osoba nie może utożsamiać wszystkich wartości. W osiągnięciu celu ma mu pomóc technologia stworzona przez jego koncern i Wayne Industries, należący do Bruce'a Wayne'a, czyli Batmana.